# العلاقات الأوزبكستانية البلغارية
العلاقات الأوزبكستانية البلغارية هي العلاقات الثنائية التي تجمع بين أوزبكستان وبلغاريا.

## مقارنة بين البلدين
هذه مقارنة عامة ومرجعية للدولتين:
| وجه المقارنة                                              | أوزبكستان       | بلغاريا                                                                             |
| --------------------------------------------------------- | --------------- | ----------------------------------------------------------------------------------- |
| المساحة (كم2)                                             | 448.98 ألف      | 110.99 ألف                                                                          |
| عدد السكان (نسمة)                                         | 32.39 مليون     | 7.08 مليون                                                                          |
| الكثافة السكانية (ن./كم²)                                 | 72.14           | 63.79                                                                               |
| العاصمة                                                   | طشقند           | صوفيا                                                                               |
| اللغة الرسمية                                             | اللغة الأوزبكية | اللغة البلغارية                                                                     |
| العملة                                                    | سوم أوزبكستاني  | ليف بلغاري                                                                          |
| الناتج المحلي الإجمالي (بليون دولار)                      | 48.72 مليار     | 56.83 مليار                                                                         |
| الناتج المحلي الإجمالي (تعادل القوة الشرائية) بليون دولار | 190.50 مليار    | 130.99 مليار                                                                        |
| الناتج المحلي الإجمالي الاسمي للفرد دولار أمريكي          | 2.13 ألف        | 8.03 ألف                                                                            |
| الناتج المحلي الإجمالي للفرد دولار أمريكي                 | 5.57 ألف        | 17.21 ألف                                                                           |
| مؤشر التنمية البشرية                                      | 0.675           | 0.782                                                                               |
| رمز المكالمات الدولي                                      | +998            | +359                                                                                |
| رمز الإنترنت                                              | .uz             | .bg، .бг ‏                                                                           |
| المنطقة الزمنية                                           | ت ع م+05:00     | ت ع م+02:00، ت ع م+03:00، أوروبا/صوفيا ‏، توقيت شرق أوروبا، توقيت شرق أوروبا الصيفي ‏ |

## مدن متوأمة
في ما يلي قائمة باتفاقيات التوأمة بين مدن أوزبكستانية وبلغارية:
- ترتبط سمرقند مع بلوفديف باتفاقية توأمة منذ 4 أغسطس 1986.
- ترتبط طشقند مع فارنا باتفاقية توأمة منذ 30 أبريل 1993.

## منظمات دولية مشتركة
يشترك البلدان في عضوية مجموعة من المنظمات الدولية، منها:
| علم المنظمة | اسم المنظمة                               | تاريخ انضمام أوزبكستان | تاريخ انضمام بلغاريا |
| ----------- | ----------------------------------------- | ---------------------- | -------------------- |
|             | يونسكو                                    | 26 أكتوبر 1993         | 17 مايو 1956         |
|             | وكالة ضمان الاستثمار متعدد الأطراف        | 4 نوفمبر 1993          | 23 سبتمبر 1992       |
|             | الأمم المتحدة                             | 2 مارس 1992            | 14 ديسمبر 1955       |
|             | الفريق المعني برصد الأرض                  | ?                      | ?                    |
|             | الاتحاد البريدي العالمي                   | ?                      | ?                    |
|             | البنك الدولي للإنشاء والتعمير             | 21 سبتمبر 1992         | 25 سبتمبر 1990       |
|             | الاتحاد الدولي للاتصالات                  | 10 يوليو 1992          | 18 سبتمبر 1880       |
|             | منظمة حظر الأسلحة الكيميائية              | ?                      | ?                    |
|             | مؤسسة التمويل الدولية                     | 30 سبتمبر 1993         | 22 يوليو 1991        |
|             | المركز الدولي لتسوية المنازعات الاستشارية | 25 أغسطس 1995          | 13 مايو 2001         |
|             | منظمة الشرطة الجنائية الدولية             | ?                      | ?                    |
|             | منظمة الأمن والتعاون في أوروبا            | 30 يناير 1992          | 25 يونيو 1973        |

## وصلات خارجية
- موقع وزارة الخارجية الأوزبكستانية
- موقع وزارة الخارجية البلغارية